# Бінодаль
Бінодаль — крива співіснування двох різних фаз на фазовій діаграмі. Бінодаль визначається із умови рівності хімічних потенціалів фаз. Екстремум бінодалі визначає критичну точку. Точки фазової діаграми по два боки від бінодалі визначають параметри системи, при яких існування однієї чи іншої фази термодинамічно вигідніше, ніж іншої. Однак, при переході через бінодаль фаза системи може зберігатися — виникає метастабільна фаза, прикладами якої можуть слугувати перегріта рідина або переохолоджений газ.
На фазовій діаграмі існує також інша крива, яку називають спінодаллю, яка визначає ті стани термодинамічної системи, при якій відбувається розкпад фаз при найменших збуреннях.